# 圖瓦拉
圖瓦拉是哥倫比亞的城鎮，位於該國北部，由大西洋省負責管轄，距離首府巴蘭基亞23公里，面積176平方公里，海拔高度203米，主要經濟活動是農業，2005年人口10,602。

## 外部連結
- （西班牙文） Tubara official website （页面存档备份，存于）
- （西班牙文） Gobernacion del Atlantico - Tubará

10°52′N 74°59′W / 10.867°N 74.983°W